# 大泽山镇
大泽山镇是中国山东省青岛市平度市下辖的一个镇。

## 行政区划

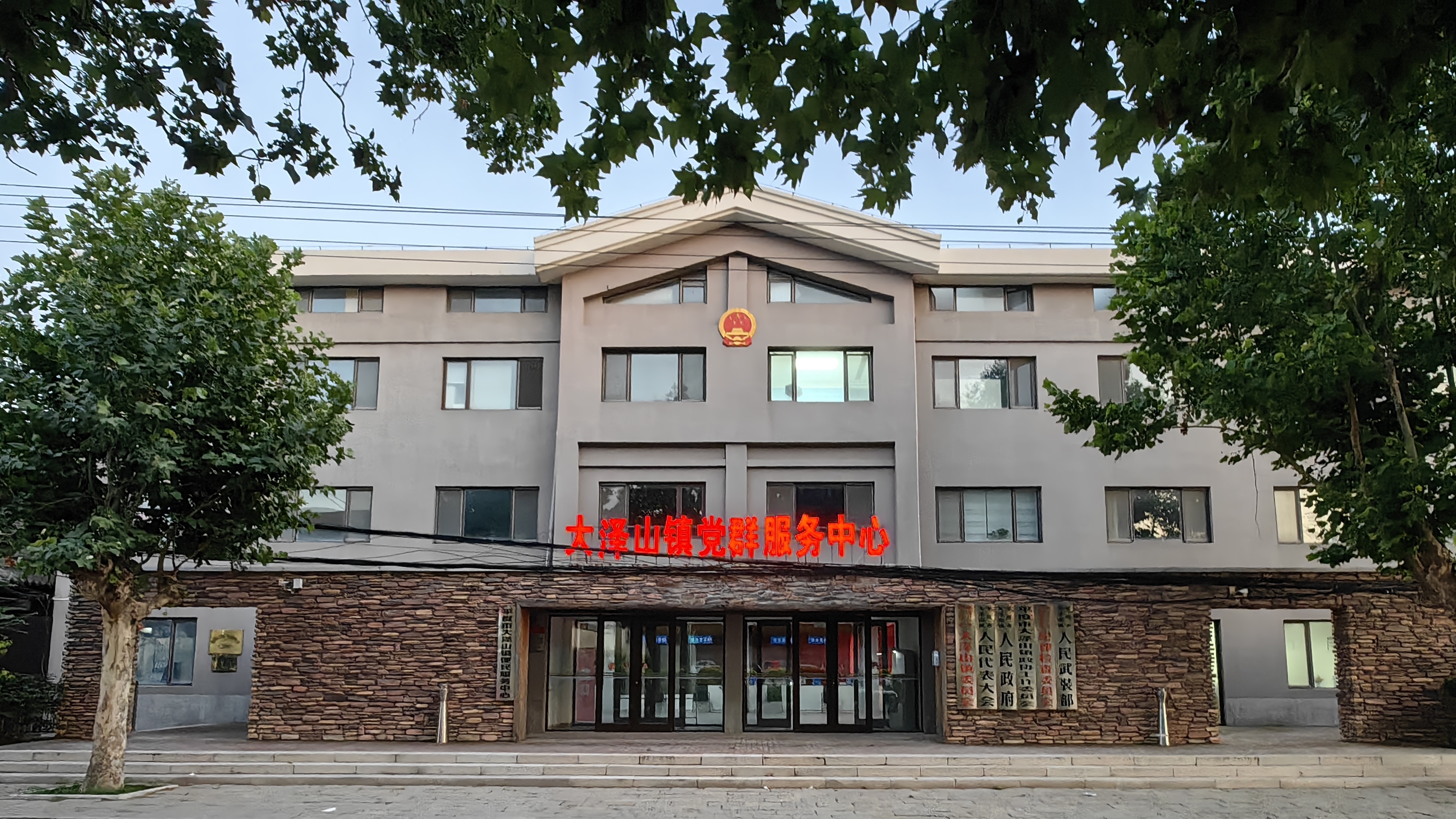
大泽山镇政府

大泽山镇下辖长青社区、所里头村、高家村、韭园村、大疃村、北台村、秦姑庵村、响山潘家村、尹家村、三山东头村、谭家夼村、西崖村、旋口村、团石子村、梁家庄子村、南昌村、北昌村、东岳石村、西岳石村、岳石庄子村、丁家村、小店村、高望山村、仉家寨村、北朝阳庄村、上甲村、河北四甲村、东八甲村、西五甲村、东五甲村、西崖刘家村、东崖刘家村、洼子高家村、北蒋家村、北隋村、河崖刘家村、河崖王家村、胡家庄村、前沙岭村、后沙岭村、东升村、陈家村、徐王村、大孙家村、东高家村、西高家村、后高家村、任王庄村、强家村、北许家村、涩埠村、大陈家村、北坡子村、院东村、苗家村、荆家村、石柱子村、麻湾村、王埠庄东村、王埠庄西村、西韩家村、桑杭村、大朱家村、钟家村、唐家村、冯家村、沙沟村、王家村、孙家庄村、南韩家村、前吴家村、西辛旺村、中辛旺村、东辛旺村、芦家村、崔家疃村、棣家疃村、刘家疃村、陈家庄村、季家疃村、祝哥庄村。
大泽山镇现辖：
所里头村、高家村、韭园村、大疃村、北台村、秦姑庵村、响山潘家村、尹家村、三山东头村、谭家夼村、西崖村、旋口村、团石子村、梁家庄子村、南昌村、北昌村、东岳石村、西岳石村、岳石庄子村、丁家村、小店村、高望山村、仉家寨村、北朝阳庄村、上甲村、河北四甲村、东八甲村、西五甲村、东五甲村、西崖刘家村、东崖刘家村、洼子高家村、北蒋家村和北隋村。

## 人口
2010年中国第六次人口普查时，大泽山镇共有人口30843人。共有家庭10343户，平均每户2.96人。14岁以下的少年儿童共4527人，占总人口14.67%；15-64岁人口共22283人，占总人口72.24%；65岁及以上的老年人共4033人，占总人口的13.07%。男性共计15537人，占总人口50.37%；女性共计15306，占总人口49.62%。本地居住的人口中，拥有本地户籍的人口为30261人，占98.11%。